# Електростанція та млин (Немирів)
Електростанція та млин в місті Немирові Вінницької області — унікальний зразок промислової архітектури кінця 19 — початку 20 ст. Пам'ятка архітектури національного значення (реєстраційний номер 977).

## Історична довідка
Немирів — райцентр Вінницької області з майже 12-тисячним населенням, що розташований на лівому березі річечки Устя. В 1985 році Немирову було надано статус міста. Немирів багатий на архітектурні пам'ятки.
Одна з перших електростанцій в Україні побудована в Немирові в 1905 р. в комплексі з млином біля дамби над ставом на березі р. Устя вздовж траси Брацлавського напрямку, звідки і походить назва — Брацлавський млин. Брацлавський млин працював з 1862 р., тип млина — водяний млин-крупорушка-олійня. Поруч з ним в 1872 р. був відкритий цукрозавод (згодом спиртзавод). Проект гідроелектростанції на основі мельничної дамби розробив чеський арх. І. Стібрал, який працював у Немирові за запрошенням княгині Щербатової. Талановитий чех звів в Немирові палац, винокурню, дизельну електростанцію, критий ринок. Правда електростанцію разом з млином, невід'ємною частиною якої він є, деякі краєзнавці приписують авторству іншого архітектора — Пехера. Місцевий млин-електростанція не найбільший, але є візитною карткою Немирова.

## Архітектура

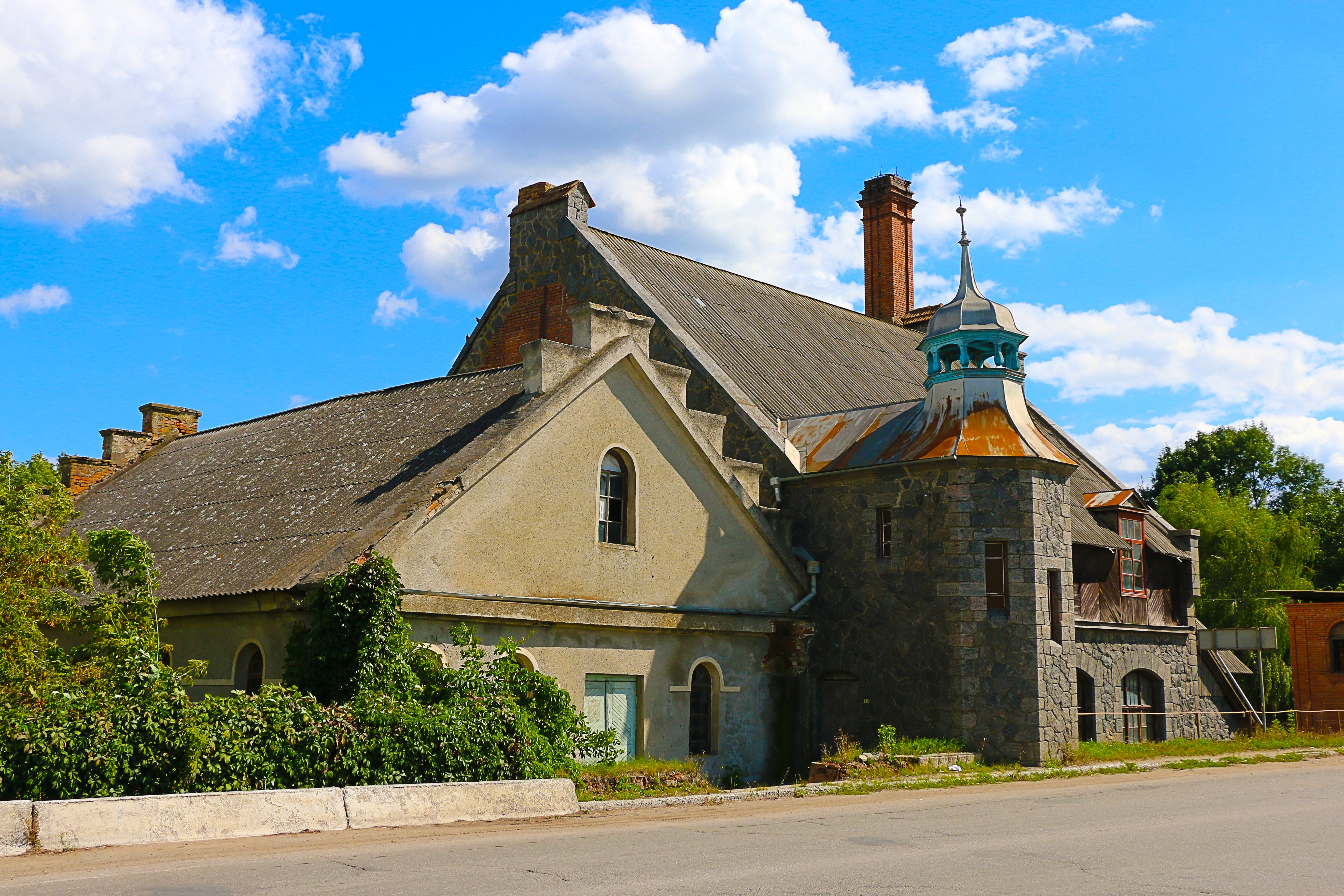
Електростанція та млин, Немирів

Будівля має форми модернізованого центральноєвропейського бароко. Побудована чеськими майстрами у «празькому стилі». Кладка виконана з бутового каміння під розшивку швів з деталями з цегли (труби, фронтон), які надають різнорівневій будові більш живого силуету, що є характерним для архітектури Поділля кінця ХІХ — початку ХХ ст.
Головний фасад млина зазнав спрощень за радянських часів, коли млин використовувався як складська будівля. Праворуч до млина прибудована електростанція. До недавнього часу електростанція залишалась діючою. Планується реконструкція і створення готельно-ресторанного комплексу.